# Kaji Kabuto
Der Kaji Kabuto ist ein Helm, der von japanischen Samurai zu ihrer Rüstung getragen wird.

## Beschreibung
Der Kaji Kabuto besteht aus Eisen sowie einer Art Gardine oder einer Brigantine. Er gehört zu den Multiplattenhelmen Suji Bashi Kabuto, Koboshi Bashi Kabuto und Hari Bashi Kabuto. Der Kaji Kabuto wurde von Samurai getragen, die als Vorgesetzte die Arbeit der einfachen Feuerwehrleute während eines Brandeinsatzes überwachten. Die Helmkalotte schützte vor herabfallenden Gegenständen und der Vorhang oder die Brigantine schützten das Gesicht des Trägers vor dem Feuer. Es gibt verschiedene Versionen, die sich in der verwendeten Helmart und der Gestaltung und Länge des Gesichtsschutzes unterscheiden. Im Gegensatz zu den Kriegshelmen ist dieser Kabuto sehr leicht konstruiert.